# McLaren MP4-23
O MP4-23 é o modelo da McLaren da temporada de 2008 da Fórmula 1. Seus condutores foram Lewis Hamilton (que se sagrou campeão de pilotos) e Heikki Kovalainen.

## Resultados[1]
(legenda) (em negrito indica pole position e itálico volta mais rápida)
| Ano  | Chassi | Motor               | Pneus | Nº | Pilotos           | 1   | 2   | 3   | 4   | 5   | 6   | 7   | 8   | 9   | 10  | 11  | 12  | 13  | 14  | 15  | 16  | 17  | 18  | Pontos | Posição |  |
| ---- | ------ | ------------------- | ----- | -- | ----------------- | --- | --- | --- | --- | --- | --- | --- | --- | --- | --- | --- | --- | --- | --- | --- | --- | --- | --- | ------ | ------- |  |
|      |        |                     |       |    |                   |     |     |     |     |     |     |     |     |     |     |     |     |     |     |     |     |     |     |        |         |  |
|      |        |                     |       |    |                   | AUS | MAL | BHR | ESP | TUR | MON | CAN | FRA | GBR | GER | HUN | EUR | BEL | ITA | SIN | JPN | CHN | BRA |        |         |  |
| 2008 | MP4-23 | Mercedes FO 108V V8 | B     | 22 | Lewis Hamilton*   | 1   | 5   | 13  | 3   | 2   | 1   | Ret | 10  | 1   | 1   | 5   | 2   | 3   | 7   | 3   | 12  | 1   | 5*  | 151    | 2º      |  |
| 2008 | MP4-23 | Mercedes FO 108V V8 | B     | 23 | Heikki Kovalainen | 5   | 3   | 5   | Ret | 12  | 8   | 9   | 4   | 5   | 5   | 1   | 4   | 10† | 2   | 10  | Ret | Ret | 7   | 151    | 2º      |  |

* Campeão da temporada
† Completou mais de 90% da distância da corrida.